# Pont du lac d'Ourmia
Le pont du lac d'Ourmia (en farsi ارومیهپل میان‌گذر دریاچه) traverse le lac d'Ourmia à Ourmia en Iran permettant de relier les deux provinces d'Azerbaïdjan occidental et oriental.

## Histoire
Le lac d'Ourmia est une barrière majeure entre les deux plus importantes villes de l'Azerbaïdjan oriental et l'Azerbaïdjan occidental, Ourmia et Tabriz. Un projet de pont est commencé dans les années 1970, il fut abandonné après la révolution de 1979 mais relancé au début des années 2000 pour être achevé en novembre 2008.

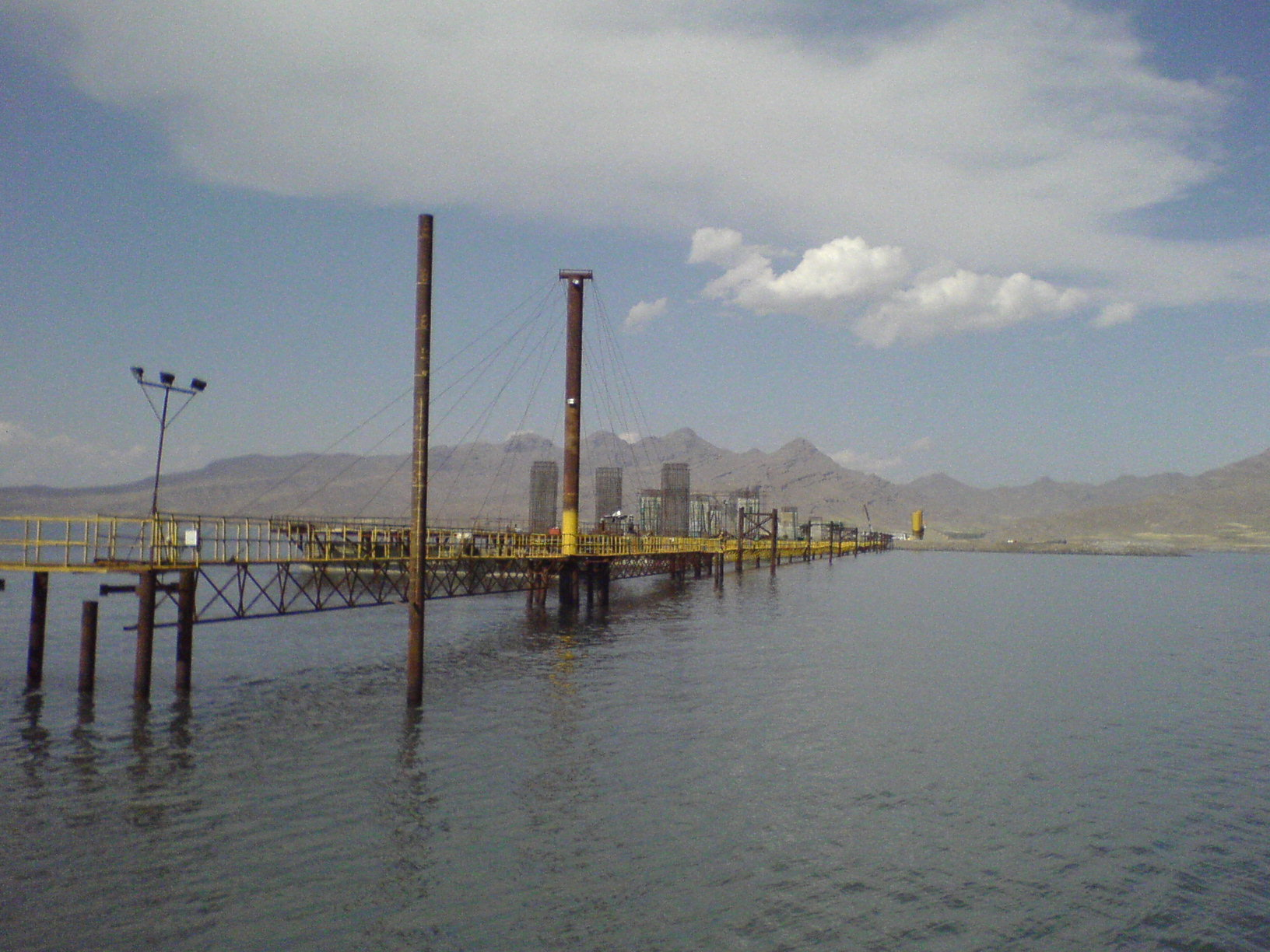
Le pont en construction sur le lac en 2007